# برودنس كراندال
كانت برودنس كراندال (3 سبتمبر 1803 – 28 يناير 1890) مدرسةً وناشطةً أمريكيةً. أدارت أول مدرسة للبنات السود («الشابات والآنسات الصغيرات الملونات») في الولايات المتحدة.
عندما أدخلت كراندال سارة هاريس، وهي طالبة إفريقية أمريكية في العشرين من عمرها في عام 1832 إلى مدرستها، كان عندها ما اعتُبر أول فصل دراسي مُختلط في الولايات المتحدة. بدأ أهل الطلاب البيض بسحبهم. كانت برودنس «فتاة جامحةً للغاية»، وفق أخيها روبن. بدلًا عن مطالبة الطالبة الإفريقية الأمريكية بالمغادرة، قررت أنه ما إذا كانت الفتيات البيض يرفضن الحضور مع السود، فستُدرّس السود. اعتُقلت وقضت ليلة في السجن. سُرعان ما أجبرها عُنف أهل البلدة على إغلاق المدرسة. تركت كونيتيكت ولم تعِش هناك مرة أخرى.
بعد وقت طويل، أصدر المجلس التشريعي في ولاية كونيتيكت، بضغط من مارك توين، واحد من سكان هارتفورد، قرارًا بتكريم كراندال ومنحها معاشًا تقاعديًا. عرض توين شراء منزلها السابق في كانتربيري من أجل تقاعدها، لكنها رفضت. توفيت بعد ذلك ببضع سنوات في عام 1890.
في عام 1995، منحتها جمعية كونيتيكت العامة لقب بطلة كونيتيكت الرسمية.

## نشأتها
وُلدت برودنس كراندال في الثالث من سبتمبر من عام 1803، لباردون وإستر كاربنتر كراندال، وهما زوجان من الكويكرز عاشا في كاربنتر ميلز، رود آيلاند. كان روبن أخاها الأصغر. عندما كانت في العاشرة، نقل والدها العائلة إلى كانتربيري، كونيتيكت المجاورة. لأن والدها لم يُقِم وزنًا للمدرسة العامة المحلية، دفع لها لترتاد مدرسة بلاك هيل كويكر في بلينفيلد، شرق كانتربيري بخمسة أميال (ثمانية كيلومترات). كان معلمها هناك، رولاند غرين، معارضًا للعبودية، وألقى بعد وقت طويل خطابًا، نُشر في صحيفة ذا ليبيريتور خاصة وليم لويد غاريسون، حول ضرورة تعليم السود، وأثنى على آيزاك سي. غلاسغو لإرساله اثنتين من بناته، «شابتين مثاليتين»، إلى مدرسة كراندال للشابات الملونات.
في سن 22، ارتادت لعام واحد مدرسة نيو إنغلند ييرلي ميتينغ، وهي مدرسة كويكر داخلية في بروفيدنس، رود آيلاند. لأن وجود المدرسة كان بفضل سخاء موسيس براون، وهو مؤيد لإبطال العبودية وشريك مؤسس لجامعة براون، أعادت المدرسة تسمية نفسها في عام 1904 إلى مدرسة موسيس براون. بعد التخرج، درّست برودنس كراندال في مدرسة في بلينفيلد. اعتنقت المعمدانية في عام 1830.

## تأسيس المدرسة الداخلية
اشترت في عام 1831 منزل إليشا باين مع أختها ألميرا كراندال، لتأسيس مدرسة كانتربيري الداخلية للإناث، بناء على طلب سكان كانتربيري الأرستقراطيين، لتعليم البنات الصغيرات في البلدة. بمساعدة أختها وخادمة، درّست نحو أربعين طفلة في مواد مختلفة بما فيها الجغرافيا والتاريخ والقواعد والحساب والقراءة والكتابة. بصفتها مديرة مدرسة الإناث الداخلية، اعتُبرت برودنس كراندال ناجحة في قدرتها على تعليم الفتيات الصغيرات، وازدهرت المدرسة حتى سبتمبر 1832.

## إدماج المدرسة الداخلية
رغم أن برودنس كراندال نشأت بصفتها كويكر أمريكية شمالية، اعترفت أنها لم تتعرف على العديد من السود أو مؤيدي إبطال العبودية. اكتشفت المشكلات التي ابتُلي بها السود عبر صحيفة ذا ليبيريتور الإبطاليّة، والتي عرفت بوجودها عبر مدبرة منزلها، «فتاة سوداء شابة»، كان خطيبها ابن وكيل الصحيفة المحلي. بعد قراءة ذا ليبيريتور، قالت برودنس في حديث سابق «تأملتُ لبعض الوقت الطريقة التي قد تمكنني من خدمة السود على نحو أفضل».

سنحت الفرصة لبرودنس كراندال بمساعدة الملونين في خريف عام 1832. طلبت سارة هاريس، وهي ابنة إفريقي أمريكي حر قُرب كانتربيري، أن تُقبل في المدرسة لتستعد لتعليم غيرها من الإفريقيات الأمريكيات. رغم أن كراندال لم تكن واثقة ما إن كان عليها قبول هاريس، التي كانت كراندال معجبة بها، استشارت كتابها المقدس، الذي – كما قالت هيَ – فُتح على سفر الجامعة 4:1:
ثُمَّ رَجَعْتُ وَرَأَيْتُ كُلَّ الْمَظَالِمِ الَّتِي تُجْرَى تَحْتَ الشَّمْسِ: فَهُوَذَا دُمُوعُ الْمَظْلُومِينَ وَلاَ مُعَزّ لَهُمْ، وَمِنْ يَدِ ظَالِمِيهِمْ قَهْرٌ، أَمَّا هُمْ فَلاَ مُعَزّ لَهُمْ. [ترجمة الملك جيمس]
عندئذٍ قبلتْ الفتاة، مؤسسةً أول مدرسة مختلطة في الولايات المتحدة. عارض أناس بارزون من أهل البلدة وضغطوا على كراندال لتطرد هاريس من المدرسة، لكنها رفضت. على الرغم من أن الطالبات البيض لم يعارضن وجود سارة هاريس علنًا، سحبت عائلات الطالبات البيض الحاليات بناتهم من المدرسة.
لذلك، كرّست كراندال نفسها لتعليم الفتيات الإفريقيات الأمريكيات، بعد أن سافرت إلى بوسطن لاستشارة الإبطالييَن سامويل جيه. ماي ووليم لويد غاريسون بشأن المشروع. (كان كلاهما داعمًا، ومنحاها خطابات تعريف موجهة إلى إفريقيين أمريكيين بارزين في أماكن من بروفيدنس، رود آيلاند إلى نيويورك). أغلقت المدرسة مؤقتًا وبدأت بتجنيد طالبات ملونات جديدات مباشرةً. في الثاني من مارس 1833، نشر غاريسون إعلانات للتلاميذ الجدد في صحيفته ذا ليبيريتور. أعلنت كراندال أنها في أول يوم إثنين من أبريل 1833، ستفتح مدرسة «لاستقبال الشابات والآنسات الصغيرات الملونات... والشروط هي 25$ لكل فصل، يُدفع نصفها مقدمًا». تتضمن مراجعها إبطاليّين بارزين مثل آرثر تابان، وماي، وغاريسون.
بعد أن ذاع خبر المدرسة، بدأت العائلات الإفريقية الأمريكية بالترتيب لتسجيل بناتها في أكاديمية كراندال. في الأول من أبريل 1833، وصلت عشرون فتاة إفريقية أمريكية من بوسطن وبروفيدنس ونيويورك وفيلادلفيا، والمناطق المحيطة في كونيتيكت إلى مدرسة الآنسة كراندال للشابات والآنسات الصغيرات الملونات.

## رد الفعل الشعبي العنيف
قاد المعارضة لمدرسة كراندال للفتيات السود جارها آندرو جادسون، وهو محامٍ وسياسي بارز في كانتربيري، بعد أن مثلها في كل من مجلس كونيتيكت ومجلس الشيوخ، وسرعان ما صار لاحقًا العضو المُنتخب عمومًا لمجلس النواب عن كونيتيكت. في المناقشة الوطنية التي أُجريت على نحو بشع حول «ما ينبغي فعله» بالعبيد المُحررين أو الذين سيُحررون قريبًا، أيّد جادسون «الاستيطان»: إرسالهم (لا «إرجاعهم») إلى إفريقيا (انظر جمعية الاستعمار الأمريكية). قال: «لسنا معارضين لتأسيس تلك المدرسة في كانتربيري فحسب، بل قصدُنا أنه لن تقوم مدرسة كهذه في أي مكان من ولايتنا. لا يمكن للملونين النهوض من حالهم الدونيّ في بلادنا أبدًا؛ ولا يجب أن يسمح لهم بالنهوض هنا. إنهم جنس أدنى من الكائنات، ولا يجب أن يُنادوا أو يُعترف بهم على أنهم مساوون للبيض على الإطلاق». «لقد تنبأ بدمار البلدة إذا ما نجحت مدرسة كراندال للأطفال الملونين». كان جادسون مشاركًا أيضًا في جهود للقبض على ديفيد غاريسون وتسليمه للجنوبيين، وكان ثمة مكافأة قدرها 10.000$.
ردًا على المدرسة الجديدة، حاولت لجنة مؤلفة من أربعة رجال بيض بارزين في البلدة هم روفوس آدامز ودانييل فروست الابن وآندرو هاريس وريتشارد فينر، إقناع كراندال أن مدرستها للشابات الملونات ستكون وخيمة على أمان البيض في بلدة كانتربيري. ادعى فروست أن المدرسة الداخلية ستشجع على «المساواة الاجتماعية والتزاوج بين البيض والسود». وكان الرد على هذا: «كان لموسيس زوجة سوداء».